# Asia Cup 2023
Der Asia Cup 2023 war die 16. Ausgabe des Cricketwettbewerbes für asiatische Nationalmannschaften und wurde zwischen dem 30. August und 17. September 2023 in Pakistan und Sri Lanka im ODI-Format ausgetragen. Im Finale konnte sich Indien mit 10 Wickets gegen Sri Lanka durchsetzen.

## Vorgeschichte
Im Juni 2020 stimmte Pakistan zu, die Ausrichtung des später verschobenen Asia Cups 2020 mit Sri Lanka zu tauschen, nachdem eine Anreise Indiens nach Pakistan aus politischen Gründen undenkbar war. Sri Lanka trug dann den Asia Cup 2022 im August 2022 aus und Pakistan war für die Ausgabe 2023 vorgesehen. Im Oktober 2022 verkündete dann der Sekretär des indischen Verbandes, dass Indien sich nicht in der Lage sehe für den Asia Cup 2023 nach Pakistan zu reisen. Die Entscheidung würde jedoch bei der indischen Regierung liegen. Im Gegenzug erklärte der pakistanische Verband, dass es dann darüber nachdenken müsse ob es für den Cricket World Cup 2023 nach Indien reise. In der Folge kam es zu Verhandlungen über mögliche Lösungen und im Mai 2023 einigte man sich auf ein hybrides Modell, bei dem vier Spiele in Pakistan und die verbliebenen in einem neutralen Land, später als Sri Lanka benannt, ausgetragen werden.

## Teilnehmer
Die Teilnehmer waren die fünf asiatischen Nationen mit Teststatus und ein weiterer Teilnehmer, der beim ACC Men’s Premier Cup 2023 ermittelt wurde.
| - Afghanistan - Bangladesch - Indien | - Nepal - Pakistan - Sri Lanka |

## Kaderliste
Die Mannschaften benannten vor dem Turnier die folgenden Kader.
| ODI | ODI | ODI | ODI | ODI | ODI |
| Afghanistan | Bangladesch | Indien | Nepal | Pakistan | Sri Lanka |
| --- | --- | --- | --- | --- | --- |
| - Hashmatullah Shahidi (K) - Abdul Rahman - Fazalhaq Farooqi - Gulbadin Naib - Ibrahim Zadran - Ikram Alikhil (wk) - Karim Janat - Mohammad Nabi - Mohammad Saleem - Mujeeb Ur Rahman - Najibullah Zadran - Noor Ahmad - Rahmanullah Gurbaz (wk) - Rahmat Shah - Rashid Khan - Riaz Hassan - Sharafuddin Ashraf | - Shakib Al Hasan (K) - Litton Das (VK) - Afif Hossain - Anamul Haque - Ebadot Hossain - Hasan Mahmud - Mahedi Hasan - Mehidy Hasan Miraz - Mohammad Naim - Mushfiqur Rahim (wk) - Mustafizur Rahman - Najmul Hossain Shanto - Nasum Ahmed - Shamim Hossain - Shoriful Islam - Tanzid Hasan - Tanzim Hasan Sakib - Taskin Ahmed - Towhid Hridoy | - Rohit Sharma (K) - Hardik Pandya (VK) - Jasprit Bumrah - Shubman Gill - Shreyas Iyer - Ravindra Jadeja - Ishan Kishan (wk) - Prasidh Krishna - Virat Kohli - Axar Patel - KL Rahul - Mohammed Shami - Mohammed Siraj - Shardul Thakur - Tilak Varma - Kuldeep Yadav - Suryakumar Yadav | - Rohit Paudel (K) - Aasif Sheikh (wk) - Dipendra Singh Airee - Kushal Bhurtel - Mousom Dhakal - Pratis GC - Gulsan Jha - Sundeep Jora - Karan KC - Sompal Kami - Sandeep Lamichhane - Kishor Mahato - Kushal Malla - Lalit Rajbanshi - Aarif Sheikh - Arjun Saud (wk) - Bhim Sharki | - Babar Azam (K) - Shadab Khan (VK) - Abdullah Shafique - Faheem Ashraf - Fakhar Zaman - Haris Rauf - Iftikhar Ahmed - Imam-ul-Haq - Mohammad Haris - Mohammad Nawaz - Mohammad Rizwan (wk) - Mohammad Wasim - Naseem Shah - Saud Shakeel - Salman Ali Agha - Shaheen Afridi - Usama Mir | - Dasun Shanaka (K) - Kusal Mendis (VK, wk) - Pathum Nissanka - Dimuth Karunaratne - Kusal Perera - Charith Asalanka - Dhananjaya de Silva - Sadeera Samarawickrama - Maheesh Theekshana - Dunith Wellalage - Matheesha Pathirana - Kasun Rajitha - Dushan Hemantha - Binura Fernando - Pramod Madushan |

## Format
In einer Gruppenphase spielte zunächst jedes Team gegen jedes andere. Der Sieger eines Spiels bekam zwei Punkte, für ein Unentschieden oder No Result gab es einen Punkt. Die beiden Gruppenersten und Gruppenzweiten zogen in die Super-Four-Runde ein. Dort spielte abermals jede Mannschaft gegen jede andere und der Gruppenerste und Gruppenzweite spielten im anschließenden Finale den Turniersieger aus.

## Stadien
Die folgenden Stadien wurden für das Turnier ausgewählt.
| Stadion                                            | Stadt   | Land      | Kapazität | Spiele                                |
| -------------------------------------------------- | ------- | --------- | --------- | ------------------------------------- |
| R. Premadasa Stadium (RPS)                         | Colombo | Sri Lanka | 35.000    | 5 Super-Four-Spiele; Finale           |
| Muttiah Muralitharan International Cricket Stadium | Kandy   | Sri Lanka | 35.000    | 3 Vorrundenspiele                     |
| Gaddafi Stadium                                    | Lahore  | Pakistan  | 60.000    | 2 Vorrundenspiele; 1 Super-Four-Spiel |
| Multan Cricket Stadium                             | Multan  | Pakistan  | 30.000    | 1 Vorrundenspiel                      |

## Vorrunde

### Gruppe A
| Gruppe A | Sp. | S | N | NR | P | NRR    |
| -------- | --- | - | - | -- | - | ------ |
| Pakistan | 2   | 1 | 0 | 1  | 3 | +4.760 |
| Indien   | 2   | 1 | 0 | 1  | 3 | +1.028 |
| Nepal    | 2   | 0 | 2 | 0  | 0 | –3.572 |

| 30. August Scorecard | Multan | Pakistan 342-6 (50)           | – | Nepal 104 (23.4) |
|                      |        | Pakistan gewinnt mit 238 Runs |   |                  |

Pakistan gewann den Münzwurf und entschied sich als Schlagmannschaft zu beginnen. Als Spieler des Spiels wurde Babar Azam ausgezeichnet.
| 2. September Scorecard | Kandy | Indien 266 (48.5) | – | Pakistan |
|                        |       | No Result         |   |          |

Indien gewann den Münzwurf und entschied sich als Schlagmannschaft zu beginnen. Das Spiel wurde auf Grund von Regenfällen abgebrochen.
| 4. September Scorecard | Kandy | Nepal 230 (48.2)                           | – | Indien 147-0 (20.1/23) |
|                        |       | Indien gewinnt mit 10 Wickets (D/L method) |   |                        |

Indien gewann den Münzwurf und entschied sich als Feldmannschaft zu beginnen. Als Spieler des Spiels wurde Rohit Sharma ausgezeichnet.

### Gruppe B
Tabelle
| Gruppe B    | Sp. | S | N | NR | P | NRR    |
| ----------- | --- | - | - | -- | - | ------ |
| Sri Lanka   | 2   | 2 | 0 | 0  | 4 | +0.594 |
| Bangladesch | 2   | 1 | 1 | 0  | 2 | +0.373 |
| Afghanistan | 2   | 0 | 2 | 0  | 0 | –0.910 |

Spiele 
| 31. August Scorecard | Kandy | Bangladesch 164 (42.4)          | – | Sri Lanka 165-5 (39) |
|                      |       | Sri Lanka gewinnt mit 5 Wickets |   |                      |

Bangladesch gewann den Münzwurf und entschied sich als Schlagmannschaft zu beginnen. Als Spieler des Spiels wurde Matheesha Pathirana ausgezeichnet.
| 3. September Scorecard | Lahore | Bangladesch 334-5 (50)          | – | Afghanistan 245 (44.3) |
|                        |        | Bangladesch gewinnt mit 89 Runs |   |                        |

Bangladesch gewann den Münzwurf und entschied sich als Schlagmannschaft zu beginnen. Als Spieler des Spiels wurde Mehidy Hasan ausgezeichnet.
| 5. September Scorecard | Lahore | Sri Lanka 291-8 (50)         | – | Afghanistan 289 (37.4) |
|                        |        | Sri Lanka gewinnt mit 2 Runs |   |                        |

Sri Lanka gewann den Münzwurf und entschied sich als Schlagmannschaft zu beginnen. Als Spieler des Spiels wurde Kusal Mendis ausgezeichnet.

## Super Four
Tabelle
| Super Four  | Sp. | S | N | NR | P | NRR    |
| ----------- | --- | - | - | -- | - | ------ |
| Indien      | 3   | 2 | 1 | 0  | 4 | +1.753 |
| Sri Lanka   | 3   | 2 | 1 | 0  | 4 | –0.134 |
| Bangladesch | 3   | 1 | 2 | 0  | 2 | –0.463 |
| Pakistan    | 3   | 1 | 2 | 0  | 2 | –1.283 |

Spiele
| 6. September Scorecard | Lahore | Bangladesch 193 (38.4)         | – | Pakistan 194-3 (39.3) |
|                        |        | Pakistan gewinnt mit 7 Wickets |   |                       |

Bangladesch gewann den Münzwurf und entschied sich als Schlagmannschaft zu beginnen. Für sie bildeten Eröffnungs-Batter Mohammad Naim und der dritte Schlagmann Litton Das eine erste Partnerschaft. Das schied nach 16 Runs aus und wurde gefolgt durch Shakib Al Hasan, bevor auch Naim sein Wicket nach 20 Runs verlor. An der Seite von Al Hasan etablierte sich Mushfiqur Rahim, die zusammen eine Partnerschaft von 100 Runs erreichten. Al Hasan verlor dann nach einem Fifty über 53 Runs sein Wicket und der ihm folgende Shamim Hossain erzielte 16 Runs. Dieser wurde gefolgt durch Afif Hossain, und nachdem Rahim nach einem Half-Century über 64 Runs ausschied, erzielte Hossain 12 Runs. Kurz darauf fiel das letzte Wicket im 39. Over. Beste pakistanische Bowler waren Haris Rauf mit 4 Wickets für 19 Runs und Naseem Shah mit 3 Wickets für 34 Runs. Für Pakistan formten die Eröffnungs-Batter Fakhar Zaman und Imam-ul-Haq eine erste Partnerschaft. Zaman erreichte 20 Runs und der ihm folgende Babar Azam 17 Runs. Daraufhin kam Mohammad Rizwan ins Spiel und nachdem Imam-ul-Haq nach einem Fifty über 78 Runs ausschied, konnte Rizwan zusammen mit Salman Ali Agha die Vorgabe einholen. Rizwan erzielte dabei ein Half-Century über 63 Runs und Salman 12 Runs. Die bangladeschischen Wickets erzielten Shoriful Islam, Taskin Ahmed und Mehidy Hasan Miraz. Als Spieler des Spiels wurde Haris Rauf ausgezeichnet.
| 9. September Scorecard | Colombo (RPS) | Sri Lanka 257-9 (50)          | – | Bangladesch 236 (48.1) |
|                        |               | Sri Lanka gewinnt mit 21 Runs |   |                        |

Bangladesch gewann den Münzwurf und entschied sich als Feldmannschaft zu beginnen. Sri Lanka begann mit Pathum Nissanka und Dimuth Karunaratne. Karunaratne schied nach 18 Runs aus und wurde gefolgt durch Kusal Mendis. Nachdem Nissanka nach 40 Runs und Mendis nach einem Fifty über 50 Runs ihre Wickets verloren, kam Sadeera Samarawickrama aufs Feld. An seiner Seite erreichte Charith Asalanka 10 und Dasun Shanaka 24 Runs, bevor Samarawickrama nach einem Fifty über 93 Runs sein Wicket mit dem letzten Ball des Innings verlor. Beste bangladeschischen Bowler war Hasan Mahmud mit 3 Wickets für 57 Runs und Taskin Ahmed mit 3 Wickets für 62 Runs. Für Bangladesch bildeten Mohammad Naim und Mehidy Hasan Miraz eine erste Partnerschaft. Miraz erreichte 28 Runs und Naim 21 Runs, bevor Litton Das zusammen mit Mushfiqur Rahim eine Partnerschaft formte. Das verlor nach 15 Runs sein Wicket und wurde durch Towhid Hridoy gefolgt. Rahim schied dann nach 29 Runs aus, während Hridoy ein Half-Century über 82 Runs erreichte. Zum Abschluss bildeten Nasum Ahmed und Hasan Mahmud eine Partnerschaft, und als Ahmed nach 15 Runs ausschied, hatte Mahmud 10* Runs erzielt. Beste sri-lankische Bowler mit jeweils drei Wickets waren Dasun Shanaka für 28, Matheesha Pathirana für 58 und Maheesh Theekshana für 69 Runs. Als Spieler des Spiels wurde Sadeera Samarawickrama ausgezeichnet.
| 10./11. September Scorecard | Colombo (RPS) | Indien 356-2 (50)           | – | Pakistan 128 (32) |
|                             |               | Indien gewinnt mit 228 Runs |   |                   |

Pakistan gewann den Münzwurf und entschied sich als Feldmannschaft zu beginnen. Für Indien begannen Rohit Sharma und Shubman Gill. Sharma schied nach einem Fifty über 56 Runs und kurz darauf Gill nach 58 Runs aus. Daraufhin formten Virat Kohli und KL Rahul eine Partnerschaft. Beim Stand von 147/2 setzten Regenfälle ein und das Spiel wurde unterbrochen. Da für das spiel ein Reservetag vorgesehen war, wurde das Spiel am Folgetag fortgesetzt. Dort konnten dann Kohli und Rahul das Innings ungeschlagen beenden und setzten die Vorgabe für Pakistan auf 357 Runs. Kohli erzielte 122* Runs aus 94 Bällen und erreichte dabei seinen 13.000. ODI-Karriere-Run und war damit der Spieler der diese Marke als schnellster gemessen in Innings erreichte. Rahul erzielte ein Century über 111* Runs aus 106 Bällen. Die pakistanischen Wickets erzielten Shadab Khan und Shaheen Afridi. Für Pakistan formten Eröffnungs-Batter Fakhar Zaman und der dritte Schlagmann Babar Azam eine Partnerschaft. Azam schied nach 10 Runs aus und es kam Salman Ali Agha ins Spiel. Zaman erreichte 27 Runs und wurde gefolgt durch Iftikhar Ahmed. Nachdem Salmann dann 23 Runs erzielt hatte, schied nach Ahmed nach 23 Runs aus und da Naseem Shah und Haris Rauf verletzt waren, endete das Innings mit einer deutlichen Niederlage Pakistans nach 32 Over. Bester indischer Bowler war Kuldeep Yadav mit 5 Wickets für 25 Runs. Als Spieler des Spiels wurde Virat Kohli ausgezeichnet.
| 12. September Scorecard | Colombo (RPS) | Indien 213 (49.1)          | – | Sri Lanka 172 (41.3) |
|                         |               | Indien gewinnt mit 41 Runs |   |                      |

Indien gewann den Münzwurf und entschied sich als Schlagmannschaft zu beginnen. Sie begannen mit Rohit Sharma und Shubman Gill. Gill schied nach 19 Runs aus und wurde gefolgt von Ishan Kishan. Sharma erreichte dann ein Fifty über 53 Runs und erzielte dabei seinen 10.000. Karriere-Run im ODI-Format. Kishan formte eine Partnerschaft mit KL Rahul, der nach 39 Runs sein Wicket verlor. Nachdem auch Kishan nach 33 Runs ausgeschieden war, konnte lediglich Axar Patel mit 26 Runs noch eine zweistellige Run-Zahl erreichen. Beste sri-lankische Bowler waren Dunith Wellalage mit 5 Wickets für 40 Runs und Charith Asalanka mit 4 Wickets für 18 Runs. Für Sri Lanka konnte der dritte Schlagmann Kusal Mendis 15 Runs erzielen, bevor Sadeera Samarawickrama und Charith Asalanka eine Partnerschaft formten. Samarawickrama erreichte 17 Runs und Asalanka 22 Runs. Daraufhin konnten Dhananjaya de Silva und Dunith Wellalage eine weitere Partnerschaft formen. Da Silva schied dann nach 41 Runs aus, während Wellalage das innings ungeschlagen mit 42* Runs beendete, was jedoch nicht ausreichte, um die Vorgabe einzuholen. Als Spieler des Spiels wurde Dunith Wellalage ausgezeichnet.
| 14. September Scorecard | Colombo (RPS) | Pakistan 252-7 (42/42)                       | – | Sri Lanka 252-8 (42/42) |
|                         |               | Sri Lanka gewinnt mit 2 Wickets (D/L method) |   |                         |

Pakistan gewann den Münzwurf und entschied sich als Schlagmannschaft zu beginnen. Das Spiel begann auf Grund von Regenfällen verspätet. Für Pakistan bildete Eröffnungs-Batter Abdullah Shafique zusammen mit dem dritten Schlagmann Babar Azam eine Partnerschaft. Azam schied nach 29 Runs aus und wurde gefolgt durch Mohammad Rizwan. Shafique erreichte ein Fifty über 52 Runs und an der Seite von Rizwan erzielte Mohammad Nawaz 12 und Iftikhar Ahmed 47 Runs, wobei das Spiel zwischenzeitig auf Grund von Regenfällen abermals unterbrochen wurde. Rizwan beendete dann das verkürzte Innings ungeschlagen mit 86* Runs. Die Vorgabe war damit auf 252 Runs gesetzt. Bester sri-lankischer Bowler war Matheesha Pathirana mit 3 Wickets für 65 Runs. Für Sri Lanka bildeten die Eröffnungs-Batter Pathum Nissanka und Kusal Perera eine Partnerschaft. Perera schied nach 17 Runs aus, woraufhin sich Kusal Mendis etablierte. Nissanka erreichte 29 Runs und an der Seite von Mendis kam Sadeera Samarawickrama ins Spiel. Samarawickrama verlor sein Wicket nach 48 Runs aus und wurde gefolgt durch Charith Asalanka. Mendis schied dann nach einem Half-Century über 91 Runs aus, bevor Asalanka nach 49* Runs mit dem letzten Ball die Vorgabe einholen konnte. Bester pakistanischer Bowler war Iftikhar Ahmed mit 3 Wickets für 50 Runs. Als Spieler des Spiels wurde Kusal Mendis ausgezeichnet.
| 15. September Scorecard | Colombo (RPS) | Indien 265-8 (50)              | – | Bangladesch 259 (49.5) |
|                         |               | Bangladesch gewinnt mit 6 Runs |   |                        |

Indien gewann den Münzwurf und entschied sich als Feldmannschaft zu beginnen. Für Bangladesch erzielte der eröffnungs-Batter Tanzid Hasan 13 Runs, bevor Shakib Al Hasan und Mehidy Hasan Miraz eine Partnerschaft bildeten. Miraz schied nach 13 Runs aus und wurde gefolgt durch Towhid Hridoy. Al Hasan konnte dann ein Fifty über 80 Runs erzielen, bevor auch er ausschied. An der Seite von Hridoy kam Nasum Ahmed ins Spiel. Hridoy erreichte dann ein Half-Century über 54 Runs und wurde gefolgt durch Mahedi Hasan. Ahmed schied dann nach 44 Runs aus und Hasan beendete mit Tanzim Hasan Sakib das Innings. Hasan erreichte dabei 29* und Shakib 14* Runs. Bester indischer Bowler war Shardul Thakur mit 3 Wickets für 65 Runs. Für Indien etablierte sich Eröffnungs-Batter Shubman Gill. An seiner Seite erzielten KL Rahul 19 und Suryakumar Yadav 26 Runs, bevor Axar Patel ins Spiel kam. Gill schied dann nach einem Century über 121 Runs aus 133 Bällen aus und an der seite von Patel erzielte Shardul Thakur 11 Runs. Patel schied dann selbst im vorletzten Over nach 42 Runs aus und es gelang Indien nicht mehr die Vorgabe einzuholen. Bester bangladeschischer Bowler war Mustafizur Rahman mit 3 Wickets für 50 Runs. Als Spieler des Spiels wurde Shakib Al Hasan ausgezeichnet.

## Finale
| 17. September Scorecard | Colombo (RPS) | Sri Lanka 50 (15.2)           | – | Indien 51-0 (6.1) |
|                         |               | Indien gewinnt mit 10 Wickets |   |                   |

Sri Lanka gewann den Münzwurf und entschied sich als Schlagmannschaft zu beginnen. Nachdem die sri-lankischen Eröffnungs-Batter früh ausschieden erzielte der dritte Schlagmann Kusal Mendis 17 Runs. Daraufhin konnte lediglich Dushan Hemantha noch mit 13* Runs eine zweistellige Run-Zahl erzielen, bevor im 16. over das letzte Wicket fiel. Beste indische Bowler waren Mohammed Siraj mit 6 Wickets für 21 Runs und Hardik Pandya mit 3 Wickets für 3 Runs. Für Indien konnten die Eröffnungs-Batter Ishan Kishan und Shubman Gill die Vorgabe im siebten Over einholen. Gill erreichte dabei 27 und Kishan 23 Runs. Als Spieler des Spiels wurde Mohammed Siraj ausgezeichnet.